# Rezolucja Rady Bezpieczeństwa ONZ nr 224
Rezolucja Rady Bezpieczeństwa ONZ nr 224 została przyjęta jednomyślnie 14 października 1966 r.
Po przeanalizowaniu wniosku Botswany o członkostwo w Organizacji Narodów Zjednoczonych, Rada zaleciła Zgromadzeniu Ogólnemu przyjęcie tego państwa do swojego grona.

## Źródło
- UNSCR - Resolution 224